# Daniel Goddard
Daniel Richard Goddard (ur. 28 sierpnia 1971 w Sydney w Australii) – australijski aktor telewizyjny, scenarzysta i model.

## Życiorys

### Wczesne lata
Urodził się w Sydney w Australii. Kończył studia uniwersyteckie na wydziale finansów, kiedy zapisał się na kurs aktorski w Ensemble Actors Studio.

### Kariera
Po kilku występach w lokalnych sztukach teatralnych, trafił na mały ekran do australijskiej opery mydlanej Zatoka serc (Home and Away, 1994-95) jako zły chłopiec Eric Phillips. Swoją karierę aktorską w tym serialu zaczynał również Heath Ledger.
W 1999 przeprowadził się do Hollywood, gdzie w latach 1995–2000 pracował jako model dla Calvina Kleina i Dolce & Gabbana oraz otrzymał tytułową rolę człowieka obdarzonego instynktami i sprytem dzikiego zwierzęcia, jednak posiadającego emocje i duszę człowieka w telewizyjnym serialu Władca Zwierząt (1999-2002).
W 2000 roku wystąpił w antynarkotykowej reklamie. Na kinowym ekranie pojawił się wreszcie jako mutant o imieniu Rage w apokaliptycznym filmie sci-fi Marzący wojownik (Dream Warrior/A Man Called Rage, 2004). W operze mydlanej CBS Żar młodości (The Young and the Restless, 2007) wystąpił w roli barmana Ethana Cane'a Ashby'ego, który żeni się z Amber Moore (Adrienne Frantz).

### Rodzina
W sierpniu 1998 poznał Rachel Marcus, z którą się ożenił 3 lutego 2002. Jego żona, Rachel Marcus, pracowała przez dziesięć lat jako publicystka, opracowując wydarzenia kulturalne. Powodzeniem cieszyła się jej firma zajmująca się malowaniem, projektowaniem i dekoracją wnętrz m.in. do produkcji telewizyjnych ABC. Mają dwóch synów, Forda Martina (ur. 6 lutego 2006) i Sebastiana Williama (ur. 19 grudnia 2008).

## Filmografia
- 1994-95: Zatoka serc (Home and Away) jako Eric Phillips
- 2000: South Pacific (TV)
- 1999-2002: Władca zwierząt (BeastMaster, serial TV) jako Dar, Władca zwierząt
- 2004: Dream Warrior jako Rage
- 2004: Detektyw Monk (serial TV) jako Evan Corker
- 2004: Wild Card (serial TV) jako Nigel
- 2006: Age of Kali
- 2006: Lightspeed (TV) jako Edward
- 2006: Emily's Reasons Why Not (serial TV) jako Vincent
- 2006: Immortally Yours jako Alex Stone
- 2007-: Żar młodości (TV) jako Ethan "Cane" Ashby